# شهرستان دسوتو (میسیسیپی)
شهرستان دسوتو، میسیسیپی (به انگلیسی: DeSoto County, Mississippi) یک سکونتگاه مسکونی در ایالات متحده آمریکا است که در ایالت میسیسیپی واقع شده‌است.